# Mnenjalnik
Mnenjalnik je spletni forum revije Joker. Njegova naloga je vzdrževanje stika z bralci revije, kar v konkretnem primeru pomeni, da je forum na podobnem, zabavnjaškem nivoju, kot revija sama.
Poleg zabavne funkcije forum služi tudi v pomoč obiskovalcem, še posebej, kar se tiče računalniške strojne opreme, programske opreme, računalniških iger in interneta.

## Zgodovina
Prvi poskus forumskega udejstvovanja so avtorji revije Joker aktivirali že leta 1996, ko ga je na svojem strežniku v podjetju Gekko gostoval nekdanji član JCT, Andrej Mertelj - BjamesB. Forum je po nekaj mesecih zamrl, deloma zaradi majhne obiskanosti, predvsem pa zaradi vandalov. Leta 1999 so se odločili poskusiti znova. Mnenjalnik, kot so ga poimenovali, je kot srce uporabljal Ultraboard (razvoj aplikacije je bil prekinjen in se je ne da več kupiti). Pri tem spletnem forumu so vztrajali tri leta.
Zaradi vse večjih napak in izgub tem, so se avtorji odločili zamenjati srce. Leta 2002 so tako postavili forum na novo in tokrat uporabili phpBB. Poleg vizualne privlačnosti so obiskovalcem ponudili nove izbe in uvedli bolj restriktivno politiko. V skladu s humorjem, ki se uporablja v reviji, so članom podtaknili zanimive ranke, ki so se spreminjali s številom sporočil. Ta tradicija se je ohranila do danes. 
Leta 2004 je forum spet spremenil podobo, skupaj s prenovo spletnih strani. Tokrat so uporabili Invision power board in forum poimenovali mn3njalnik (kot tretja različica foruma). Le-ta je v decembru 2015 še vedno v uporabi. Mn3njalnik je obstal in deluje tudi po zatonu revije Joker, s selitvijo na lastno domeno mn3njalnik.com.

## Posebne različice foruma
Vsako leto 1. aprila se po navadi spremeni tako podoba spletne strani kot foruma. Joker ostaja zvest tradiciji svojega humorja in spremembe so po navadi kaj drastične in na meji dobrega okusa. Tako so leta 2003 uporabili temo računalniškega piratstva in po forumu ponujali lažne povezave do najnovejših iger, leta 2004 so mnenjalnik spremenili v dr3kalnik, leta 2005 se je forum za en dan preimnoval v r3ktum, Jokerjeva stran pa se je preoblikovala v domačo stran gejevske revije Leder Šerif. Uporabniki potegavščine večinoma sprejmejo kot izjemno smešne in se duhu spremenjene strani takoj prilagodijo.

## Posebnost mn3njalnika
Forum zvesto odraža kreativen in mestoma izkrivljen humor, s katerim si je revija pridobila kulten status. Ta se kaže v porogljivih označbah in skupinah, sebi lastnem domiselnem poslovenjenju ter v številnih skritih izbah, med katerimi prednjači gnojišče.